# Nancie Banks
Nancie Banks (nacida Nancy Manzuk, Morgantown (Virginia Occidental), 29 de julio de 1951-Nueva York, 13 de noviembre de 2002) fue una cantante de jazz, arreglista, directora de banda y copista musical estadounidense.

## Biografía
Banks se crio en Pittsburgh. De niña aprendió a tocar el piano con su madre, una pianista clásica. Su padre cantaba en el coro de la iglesia. A los diecisiete años se trasladó a Nueva York y estudió música con Barry Harris, Alberto Socarras y Edward Boatner; también participó en talleres de Jazzmobile. En los años siguientes trabajó con sus propios grupos, así como con grandes bandas, como la Lionel Hampton Orchestra, de la que fue integrante a mediados de los años 1980. También trabajó con Sadik Hakim, Walter Davis Jr., John Hicks, Barry Harris, Dexter Gordon, Woody Shaw, Walter Booker, Bob Cunningham, Bross Townsend, Duke Jordan, Jon Hendricks, Walter Bishop Jr., Clarence Sharpe, Wayne Escoffery y Charli Persip. En 1989 recibió una beca para estudiar en el Departamento de Jazz de The New School.
Con el apoyo de su mentor, Cecil Bridgewater, que dirigió la banda estudiantil, fundó la Orquesta Nancie Banks con diecinueve integrantes, con la que actuó en numerosos festivales en los años 1990, entre ellos el Festival de Jazz Femenino Mary Lou Williams en Washington, D.C. En 1994, se publicó su álbum debut Bert's Blues, con Kenny Rampton en la trompeta y Edwin Swanston en el piano, entre otros. Su álbum Waves of Peace fue nominado como Mejor Álbum de Jazz del Año por la Village Voice. Hasta su muerte en 2002, a la edad de 51 años, lanzó tres álbumes más. Banks también trabajó como redactora publicitaria y participó en la música de la película Mo' Better Blues de Spike Lee, así como en varias producciones de Broadway. Como copista trabajó para la Count Basie Orchestra, George Benson, Diane Schuur, Buck Clayton, Frank Foster, Grover Mitchell, Joe Chambers, Jack Jeffers y Monty Alexander, entre otros. En el campo del jazz, participó en cinco sesiones de grabación entre 1991 y 2001. Nancie Banks estuvo casada con el trombonista Clarence Banks. Póstumamente, su álbum Out of It fue lanzado en 2006, en el que también participó el trompetista James Zollar, entre otros.